# Пшейма-Велика
Пшейма-Велика (пол. Przejma Wielka) — село в Польщі, у гміні Шиплішки Сувальського повіту Підляського воєводства.
Населення — 69 осіб (2011).
У 1975-1998 роках село належало до Сувальського воєводства.

## Демографія
Демографічна структура станом на 31 березня 2011 року:
|          | Загалом | Допрацездатний вік | Працездатний вік | Постпрацездатний вік |
| -------- | ------- | ------------------ | ---------------- | -------------------- |
| Чоловіки | 37      | 5                  | 24               | 8                    |
| Жінки    | 32      | 5                  | 17               | 10                   |
| Разом    | 69      | 10                 | 41               | 18                   |